# Dezintegrativni poremećaj u djetinjstvu
Dječji disintegrativni poremećaj poznat još kao Hellerov sindrom. Još neka imena su infantilna demencija, disentegrativna psihoza, regresija socijalnog razvoja.
Dječji disintegrativni poremećaj je rijetko stanje karakterizirano zastojima u razvoju jezika, socijalnih funkcija i motornih sposobnosti. Zasad nije pronađen uzrok ovog poremećaja.
DDP ima neke sličnosti s autizmom. Oštećenja nisu uvijek očigledna kod mlađe djece. Razlikuje se od autizma po tome što se javlja kod djece koja su do tada imala normalan razvoj, dok je autizam prisutan od rođenja. Stanje se javlja u 3. i 4. godini života. Prema nekim dokazima, smatra se da uzrok ovog poremećaja leži u patologiji središnjeg živčanog sustava. DDP je povezan i s mentalnom retardacijom ali to ne mora biti slučaj.

## Epidemiologija
DDP je vrlo rijedak, tek dvoje na 100.000 djece. Raširenost pervazivnih razvojnih poremećaja je otprilike 30 na 10.000, i samo 1 na 175 s PRP ima DDP.
Češće se javlja kod muškog spola.

## Povijest
Theodore Heller je 1908. godine prepoznao ovaj poremećaj i nazvao ga infantilna demencija. Poremećaj je tek odnedavno službeno formaliziran.